# Круг (геральдика)
Круг є коловою гербовою фігурою в геральдиці. Круги є одними з найдавніших знаків, що використовуються в гербах, починаючи з епохи геральдики в Європі, приблизно 1200–1215 років. Круги, як правило, однотонні, але можуть бути гербові фігури з фігурою або бути з будь-якою тинктурою. Круги схожі на кільце, яке деякі герольди називали б фальшивим колом.

## Особливості геральдичних кругів
У деяких мовах геральдичний круг має унікальну назву, характерну для тинктури, що заснована на давньофранцузькій традиції. Це спостерігається в англомовній геральдиці, яка прийняла терміни від старофранцузької для певних круглих предметів. Таким чином, хоча золотий круг може бути блазонований його тинктурою, наприклад, кругляк, або, частіше його описують як безант, від давньофранцузького терміна бесант для золотої монети, яка сама названа від Візантійської імперії.
Терміни та їх походження можна побачити в такій таблиці:
|                        | Метали                     | Метали             | Кольори                  | Кольори                              | Кольори           | Кольори               | Кольори                  | Кольори            | Кольори                      |
| ---------------------- | -------------------------- | ------------------ | ------------------------ | ------------------------------------ | ----------------- | --------------------- | ------------------------ | ------------------ | ---------------------------- |
| Настоянка              | Золото                     | Срібло             | Червінь                  | Лазур                                | Чернь             | Зелень                | Фіолетовий               | Помаранч           | Око                          |
| Ім'я                   | Безант                     | Тарілка            | Торто                    | Чорниця                              | Гранула           | Помме                 | Гольпе                   | Помаранч           | Око                          |
| Зображення             | A circle of gold           | A circle of silver | A circle of red          | A circle of blue                     | A circle of black | A circle of green     | A circle of purple       | A circle of orange | A circle of blood red        |
| Походження та значення | О. besant, "золота монета" | Інж, "тарілка"     | Від "torteau", "терпкий" | Від "Чорниця" або о. heurt , "синяк" | Від "гранула"     | Від "pomme", "яблуко" | Від ісп. "golpe", "рана" | Від "апельсин"     | Від Турецьк. گوز göz , 'око' |

Зелений круг відомий як помма від французького слово "яблуко". Його часто вживали у множині. Термін червоний круг, торто, як правило, уживається на французькій мові як torteaux а не черепахи, хоча зрідка трапляються черепахи . Гранули можуть бути також називається людожерки.
У сучасному французькому блазоні круг з будь-якого металу (золота або срібла) є бесантом, а круг будь-якого кольору (темна тинктура) - торто, із зазначеним кольором. Проте, альтернативна система іменування було використана для неметалічних тинктур, з аналогічними термінами, як в англійській геральдиці (Guse для heurte, червоного кольору для блакиті, ogoesse для чорного кольору, Сомма, або крила триптиха Pomme для верт і gulpe для пурпурного кольору ). Архаїчні назви кругів, засновані на французькій традиції, іноді зустрічаються в інших мовах, таких як іспанська (див. roel) та португальській (див. arruela)
У німецькому блазоні загальне слово для круга - Kugel ('м'яч'); кругле срібло також можна назвати Ball, і кругле золота Bille .

## Спеціальні круги

Класичний фонтан з трьома рядами, що складається з аргентинного та блакитного кольорів.

### Фонтан
Одним із особливих прикладів фігури круглої форми є фонтан, зображений у вигляді кругу перемінних хвилястих серібно-блакитних смуг. Оскільки фонтан однаково складається з частин світлої та темної смуг, його використання не обмежується правилами тінктур,. Традиційним фонтаном у геральдиці був баррі, хвилястий із шести смуг білого та синього кольорів. 
Інша назва фонтану - syke (північноанглійська - «криниця»). Одне з найвідоміших та найдавніших видів використання фонтану знаходиться в гербі родини Стоуртонів. Три фонтани з'являються на гербі графства Лейтрім, Ірландія.

## Семі
У найперші випадки використання кругів часто розсипали або сіяли як насіння (лат.: Semen, -inis, насіння) на полі герба. Точна кількість і розміщення кругів у таких випадках, як правило, залишалося на розсуд художника.

## Дивитися також
- Кільце (геральдика)